# Carvaka confusa
Carvaka confusa är en insektsart som beskrevs av Chandrasekhara A. Viraktamath 1998. Carvaka confusa ingår i släktet Carvaka och familjen dvärgstritar. Inga underarter finns listade i Catalogue of Life.